# Palazzo Panizza

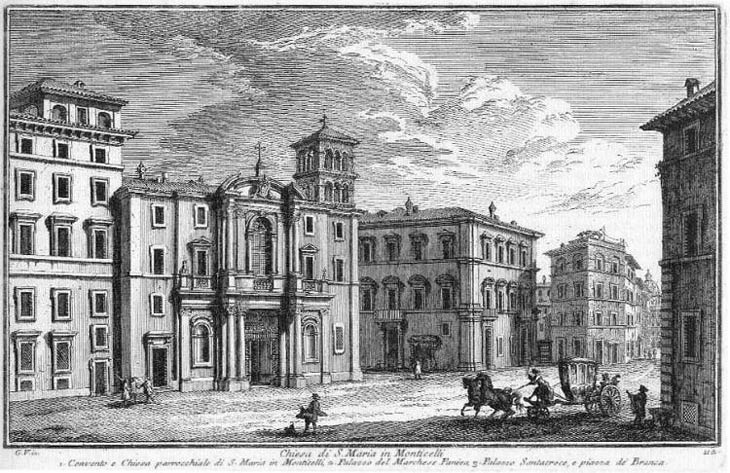
Gravura de Giuseppe Vasi (1756). O Palazzo Panizza é o palácio à esquerda, bem ao lado da igreja de Santa Maria in Monticelli.

Palazzo Panizza ou Palazzo Pannizza é um palácio rococó localizado no número 67 da Via di Santa Maria in Monticello, no rione Regola de Roma. Projetado em 1694 por Delino Simone Felice, este palácio é um interessante modelo do final do século XVII com um elaborado relevo no portal. Giuseppe Vasi, em sua gravura de 1756, chama-o de palácio dos "marqueses de Paniz(z)a, mas não exite essa família na lista das famílias nobres romanas; o sobrenome é típico do norte da Itália, especialmente em Mântua, e, por isso, é provável que um marquês Panizza tenha vivido no palácio, pelo menos temporariamente.